# Musculium transversum
Musculium transversum är en musselart som först beskrevs av Thomas Say 1829.  Musculium transversum ingår i släktet Musculium och familjen ärtmusslor. IUCN kategoriserar arten globalt som livskraftig. Inga underarter finns listade i Catalogue of Life.